# Louis Léger
Louis Léger (n. 1843 - d. 1923) a fost un scriitor francez și un pioner în studii slave. A fost membru onorific al Societății Bulgare pentru Literatură și al Académie des inscriptions et belles-lettres din Paris. A fost membru onorific al Academiei Române și a celor din Sankt-Petersburg și Belgrad .

## Lucrări
- La Crise autrichienne, Paris, 1868
- Histoire de Autriche-Hongrie, Paris, 1879
- Contes Populaires Slaves, 1882
- Cours de Louis Léger, leçon d’ouverture au Collège de France, Revue bleue politique et littéraire, 1885
- La Bulgarie, Paris, 1885
- Nouvelles études slaves histoire et littérature, 1886
- Russes et Slaves, études politiques et littéraires, Hachette, 1890
- Le monde slave, études politiques et littéraires, Hachette, 1902
- Nicolas Gogol, 1913
- Moscou, 1910